# Suctobelbella palustris
Suctobelbella palustris är en kvalsterart som först beskrevs av Forsslund 1953.  Suctobelbella palustris ingår i släktet Suctobelbella och familjen Suctobelbidae. Inga underarter finns listade i Catalogue of Life.